# U.A. Fanthorpe
Ursula Askham Fanthorpe (Londen, 22 juli 1929 - Wotton-under-Edge, 28 april 2009) was een Engels dichteres.
Fanthorpe groeide op in Kent, ging naar een internaat in Surrey en bezocht St Anne's College van de Universiteit van Oxford, waar zij cum laude een masterdiploma in Engelse taal en letterkunde behaalde. Zij gaf nadien zestien jaar Engels op de meisjesschool Cheltenham Ladies' College, maar verliet deze betrekking om te werken als secretaresse, receptioniste en administrateur in een neurologisch ziekenhuis in Bristol. Ze volgde een opleiding tot mental health counselor (psychologisch raadsvrouw). Door deze ervaringen besloot zij in 1974 te gaan dichten. Haar eerste dichtbundel, Side Effects, werd in 1979 gepubliceerd. Zij was writer in residence aan de universiteit van Lancaster (1983–85) en aan de universiteiten van Durham en Newcastle. Vanaf 1989 wijdde ze zich geheel aan de dichtkunst.
In 1994 werd zij de eerste vrouw in 315 jaar die benoemd werd tot professor dichtkunst in Oxford. In 1987 werd Fanthorpe freelancer en gaf poëzielezingen in binnen- en buitenland. Zij kreeg voor haar werk verschillende belangrijke onderscheidingen, zoals de benoeming tot Commandeur in de Orde van het Britse Rijk.
Vele van haar gedichten zijn voor twee stemmen. Bij haar voordrachten werd deze tweede stem vertolkt door de docente R.V. "Rosie" Bailey, sinds vele jaren haar partner.
Haar negen dichtbundels werden door Peterloo Poets gepubliceerd. 

## Publicaties
Onder meer
- Side Effects (1978)
- Standing To (1982)
- Neck-Verse (1992)
- Consequences (2000)
- Queueing for the Sun (2003)
- Collected Poems (2005)